# Brian G. Marsden
Brian Geoffrey Marsden (født 5. august 1937, død 18. november 2010) var en britisk astronom med speciale i himmelmekanik og astrometri. Han har blandt andet været med til at opdage mange af Saturns måner.